# Immunoglobulin D
Immunoglobulin D (IgD) er et antistof der normalt findes i lav koncentration i blodet, da det let nedbrydes. IgD synes ikke at have nogen speciel funktion.